# Айдън Селчук
Айдън Селчук (на турски: Selçuk Aydın) е турски аматьорски и професионален боксьор.
Роден е на 4 септември 1983 г. в Трабзон. Участва в Олимпийските игри в Атина през 2004 г.